# 도칸 터널
도칸 터널(일본어: 桃観トンネル, とうかんトンネル)은 일본 효고현 미카타군 가미정과 신온센정 사이에 걸쳐 있는, 서일본 여객철도 산인 본선의 터널이다. 아마루베역과 구타니역 사이에 있다. 산인 본선의 터널 중에서는 1933년에 뚫린 스사역 ~ 우타고역 사이의 오와리 터널 (2,214.7 m) 다음으로 긴 터널이다.

## 건설 배경
산인 본선 중 요나고역 동쪽 구간은 와다야마역 쪽에서 건설이 이루어진 노선인 산인히가시 선과, 요나고 역 쪽에서 건설이 이루어진 산인니시 선으로 나뉘어 있었다. 도칸 터널은 산인니시 선 구간 중 가장 늦게 건설된 가스미역 ~ 하마사카역 구간의 공사와 더불어 뚫리게 되었다.
가스미 역 ~ 하마사카 역 구간은 험준한 산지가 바다를 끼고 이어져 있기 때문에, 해안선을 따라 철도를 건설하기가 어려웠다. 이 구간에 어떻게 철도 노선을 건설하느냐에 대하여 논쟁이 일어나자, 요나고 출장소장이었던 이시마루 시게요시가 지금의 안을 꺼냈다. 한편, 후쿠치야마 출장소장이었던 모가미 게이지와 교량 기술자 후루카와 세이이치는 내륙으로 우화하자는 안을 주장했다.내륙으로 철도를 뚫자는 안이 당시의 토목 기술로는 뚫기 어려웠던 장거리 터널이 필요하다는 한계를 가지고 있었기 때문에, 이시마루는 자신의 안이 그러한 문제를 피하면서 최대한 짧은 거리에 두 지역을 잇는 방법이라고 주장했다. 그러나 모가미 쪽은 이시마루의 안에 따른 "다리" 또한 초기 건설이 힘들며, 건설 후에도 위치 상 바닷바람이 자주 불어 보수 작업이 까다롭다고 반박했다. 마침내 정부에서는 이시마루의 손을 들어주었다.
가스미 역의 표고는 7.0m이고, 하마사카 역의 표고는 7.3m로 차이가 적지만, 가스미와 하마사카 사이에는 큰 산이 자리잡고 있기 때문에 고도의 기복이 심하다. 장대형 터널을 뚫지 않으려면 대신 산의 최대한 높은 곳까지 철도를 끌어올린 후, 그 곳에 짧은 터널을 뚫어야만 했다. 이 부근으로는 여러 개의 하천이 남쪽에서 발원하여 동해 바다를 향해 흐르고 있기 때문에, 강줄기를 따라 산으로 철도를 끌어올리는 것은 불가능했다. 하지만 도칸 고개 (桃観峠, とうかんとうげ)에서는 고개 동쪽으로는 니시카와 강이 아마루베를 향해 흐르고 서쪽으로는 구도 강이 하마사카를 향해 흐르고 있었는데, 건설 당국은 두 강의 줄기를 이용하여 도칸 고개에서 가능한 한 높은 곳까지 철도를 끌어올린 후, 고개 아래의 표고 80m 지점에 이 "도칸 터널" (길이 1,992m)을 뚫는 안을 고려했다. 이와 함께, 아마루베에서 하세가와 강이 이루고 있는 약 300 m의 깊은 계곡을 횡단하기 위하여, 아마루베 철교가 세워지게 되었다.
도칸 고개는 지형이 험하여, "이 고개를 넘으면 다리가 저린다" (일본어: この峠を越えれば股の痛み甚だしい 고노 도게오 고에레바 모모노 이타미 하나하다시이[*])라는 옛말에서 딴 "모모우스기 고개" (ももうずき峠)라는 이름으로 불려왔다. 하지만 철도의 개통 이후 지역 주민들의 주도로 "복숭아를 구경한다"는 의미의 "도칸 고개"로 이름이 바뀌게 되었다.

## 건설
1907년 8월에서 10월에 걸쳐 측량 작업을 한 후, 공사를 시작했다.
도칸 터널은 동쪽의 표고가 약 80 m로 초입 구간은 수평이지만, 그 뒤로는 15.2 m의 급경사가 이어지는 구조로 되어 있다. 그 때문에, 배수 상황 등을 고려하여 서쪽 입구를 중심으로 굴착 공사가 이루어졌다. 이러한 이유로 서쪽 현장에는 효율을 높이기 위해 32 마력의 공기 압착기를 쓰는 암석 파쇄기를 들여왔다.
한편 동쪽 출구 구간의 공사는 인부들이 손과 도구로 직접 땅을 파는 식으로 이루어졌다. 지하수가 솟아올랐기 때문에, 근처의 못에 수력 발전기를 설치하여 만든 전력 펌프를 가동하여 지하수를 빼냈다. 그러나 입구에서 16 체인 (320 m)을 판 지점에서, 분당 500 갤런 (약 1,900 리터)를 넘는 물이 솟구쳐 물을 빼내는 데에 어려움이 생겨, 공사는 3개월 동안 중지되었다. 그 후, 화력 발전기의 도움을 받아 펌프의 배수 능력을 높여, 공사를 재개했다.
이처럼 공사가 진행되고 있던 1910년 9월 21일에는 당시 일본의 국유철도망을 관할하는 철도원의 총재였던 고토 신페이가 현장을 찾기도 했다.
1911년 2월 11일 터널이 완전히 뚫렸고, 12월에는 마무리 작업까지 모두 끝났다. 그 후 아마루베 철교의 완성에 맞추어, 1912년 3월 1일 열차의 운행이 개시되었다. 터널을 뚫는 데는 총 616,451 엔 74 센 3 린이 들었다. 개통 이후, 고토 신페이는 서쪽 입구에는 "만방유경"(萬方惟慶, 온 나라가 경하할 것이다), 동쪽 입구에는 "유덕망소" (惟徳罔小, 이 덕은 작지 않다)라는 사자성어를 쓴 편액을 걸었다. 그러나 공사를 하던 중 죽거나 다친 사람들이 많았기 때문에, 뒷날 일본 정부는 구타니 역 부근의 하치만 신사에 초혼비를 세워 이들을 위로하기로 했다.

## 홍수
도칸 터널이 뚫린 뒤인 1918년에 산인 본선을 따라 큰 폭우가 내려, 선로들이 가라앉는 피해가 속출해 산인 본선이 불통 상황에 빠지게 되었다. 도칸 터널 부근에서는 도칸 터널 동쪽 입구 앞을 흐르는 니시카와 강이 흘러넘치는 일이 발생했다. 그리고 니시카와 강에서 넘친 물이 도칸 터널에 흘러들어가, 반대쪽 입구 쪽의 구타니 마을이 물에 가라앉는 피해가 생겼다. 이후 물이 흘러내려오지 않도록, 터널을 연장하여 다시 위로 오르는 역경사를 만드는 공사가 이루어졌고, 터널의 길이도 지금의 길이로 늘어나게 되었다.

## 문헌
- 《아마루베 철교》. 가미정. 2007년 12월.
- 나카가와 고이치 (2006년 12월). “아마루베 교량 건설·보수의 수수께끼를 풀다”. 《철도 빅토리얼》 (전기차 연구회) 783: pp.113 – 117.
- 아오키 에이이치 (2008년 10월 15일). 《철도의 지리학》 초판. WAVE 출판. pp.159 – 162쪽. ISBN 978-4-87290-376-8.
- 다무라 요시코 (2010년 7월 30일). 《아마루베 철교 이야기》. 신초샤. ISBN 978-4-10-313506-7.
- 《후쿠치야마 철도 관리국의 역사》. 후쿠치야마 철도 관리국. 1972년 12월 1일.